# Asolo
Asolo is een gemeente in de Italiaanse provincie Treviso (regio Veneto) en telt 8592 inwoners (31-12-2004). De oppervlakte bedraagt 25,3 km², de bevolkingsdichtheid is 340 inwoners per km².

## Demografie
Asolo telt ongeveer 3450 huishoudens. Het aantal inwoners steeg in de periode 1991-2001 met 14,3% volgens cijfers uit de tienjaarlijkse volkstellingen van ISTAT.
| Jaar | Inwoneraantal |
| ---- | ------------- |
| 1991 | 6651          |
| 2001 | 7605          |

## Geografie
Asolo grenst aan de volgende gemeenten: Altivole, Castelcucco, Fonte, Maser, Monfumo, Paderno del Grappa, Riese Pio X.

## Geboren in Asolo
- Enzo Cavazzoni (1932-2012), waterpolospeler

## Foto's

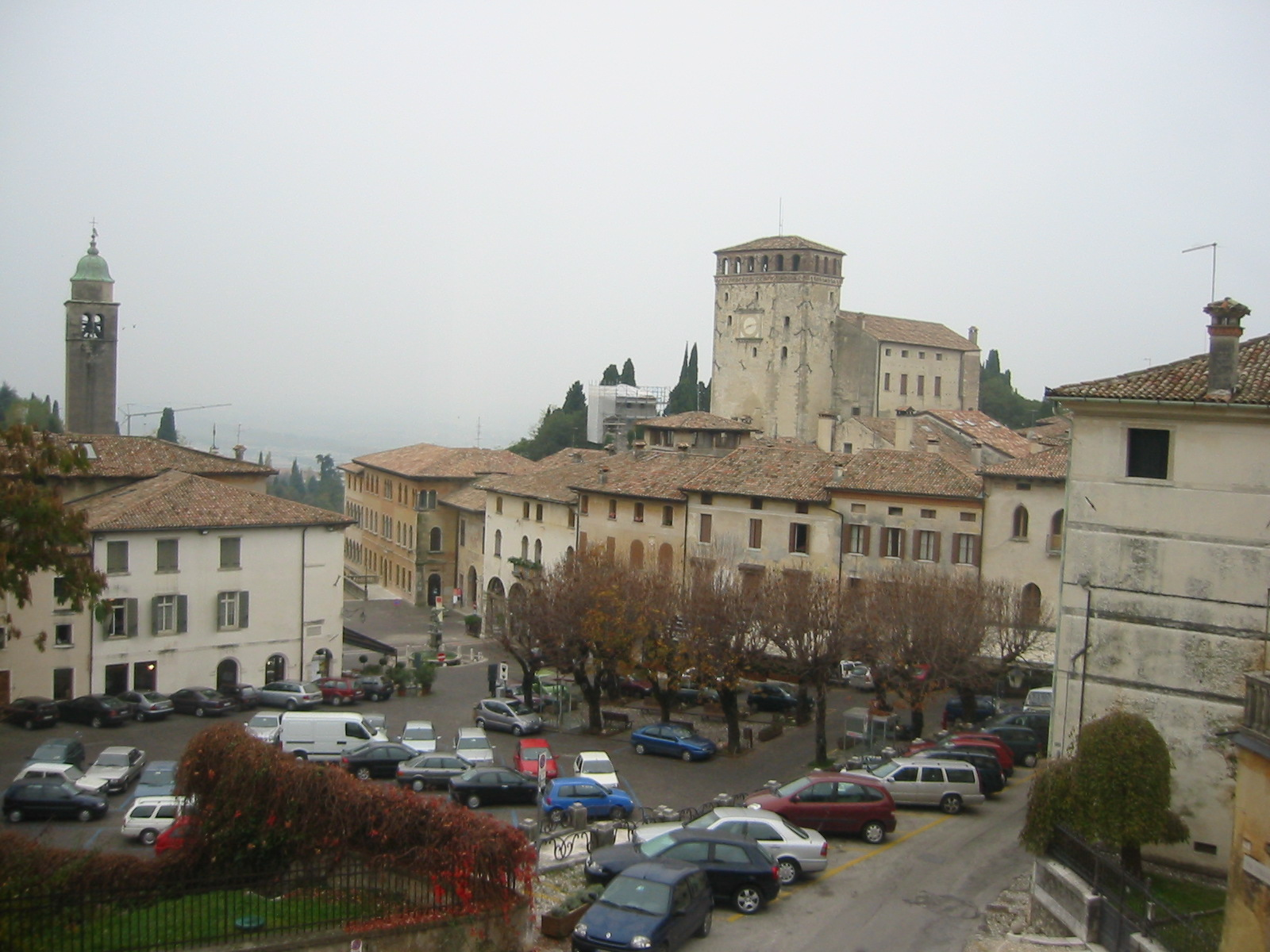
Asolo
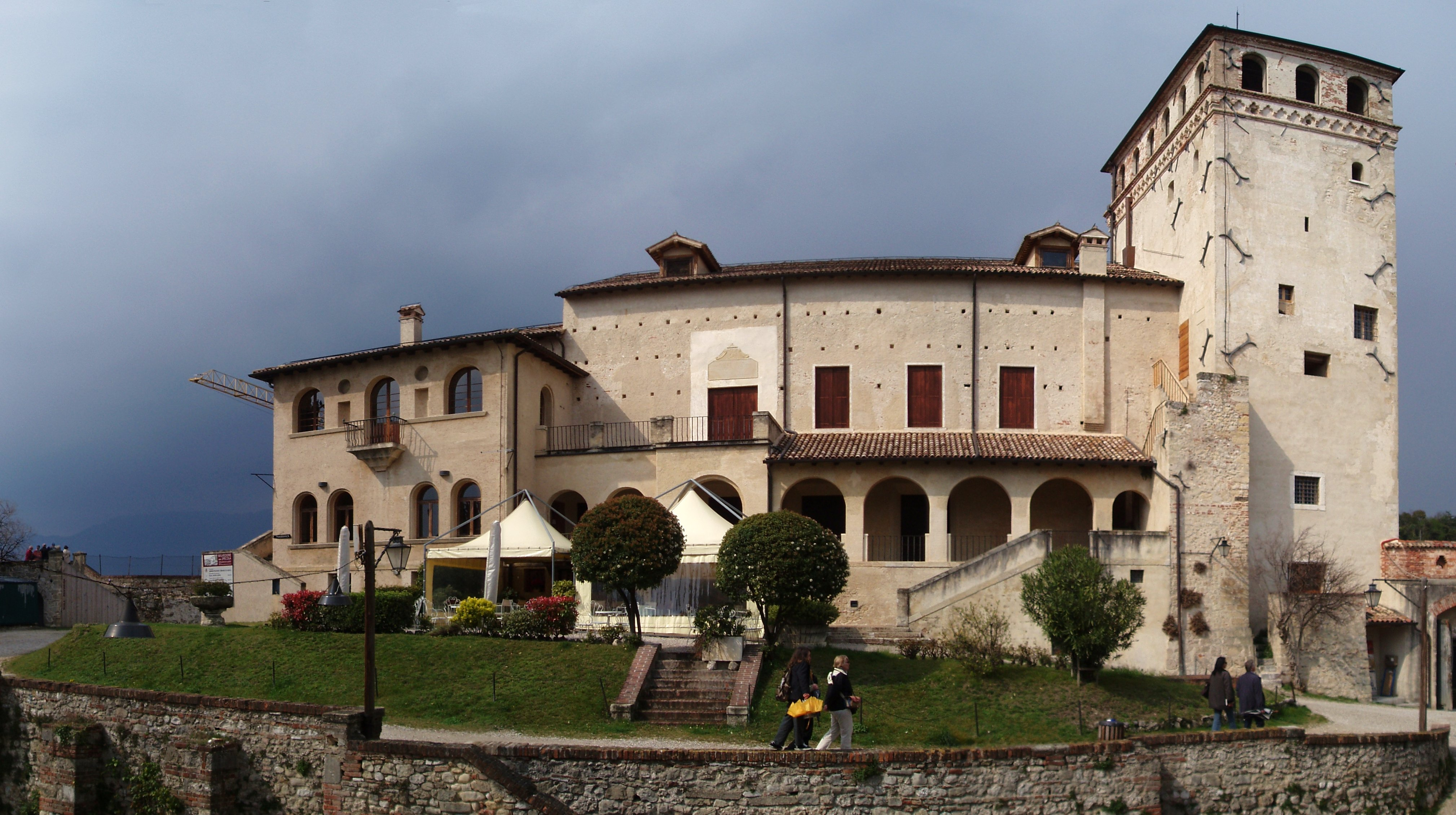
Castello della Regina Cornaro
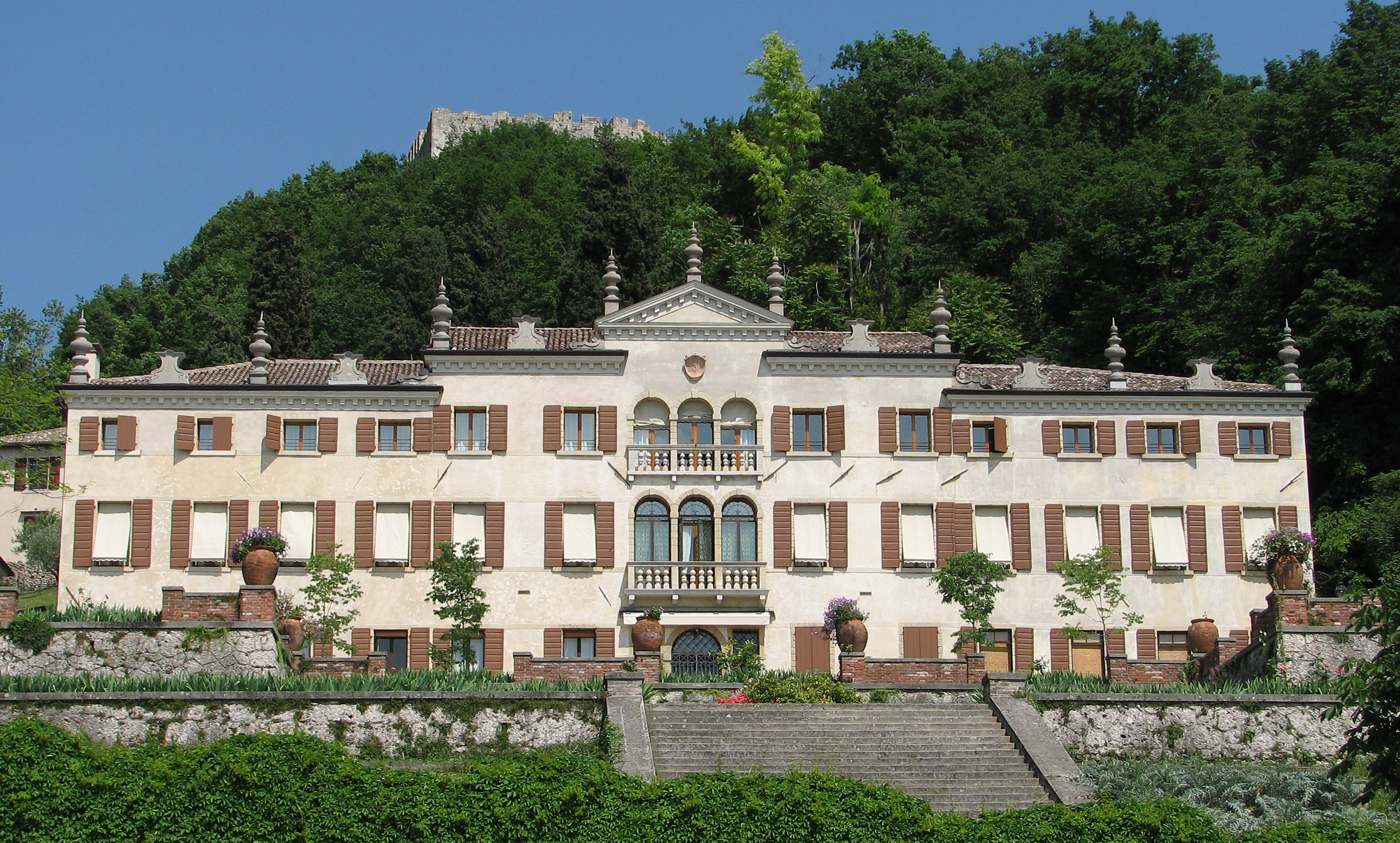
Villa Scotti
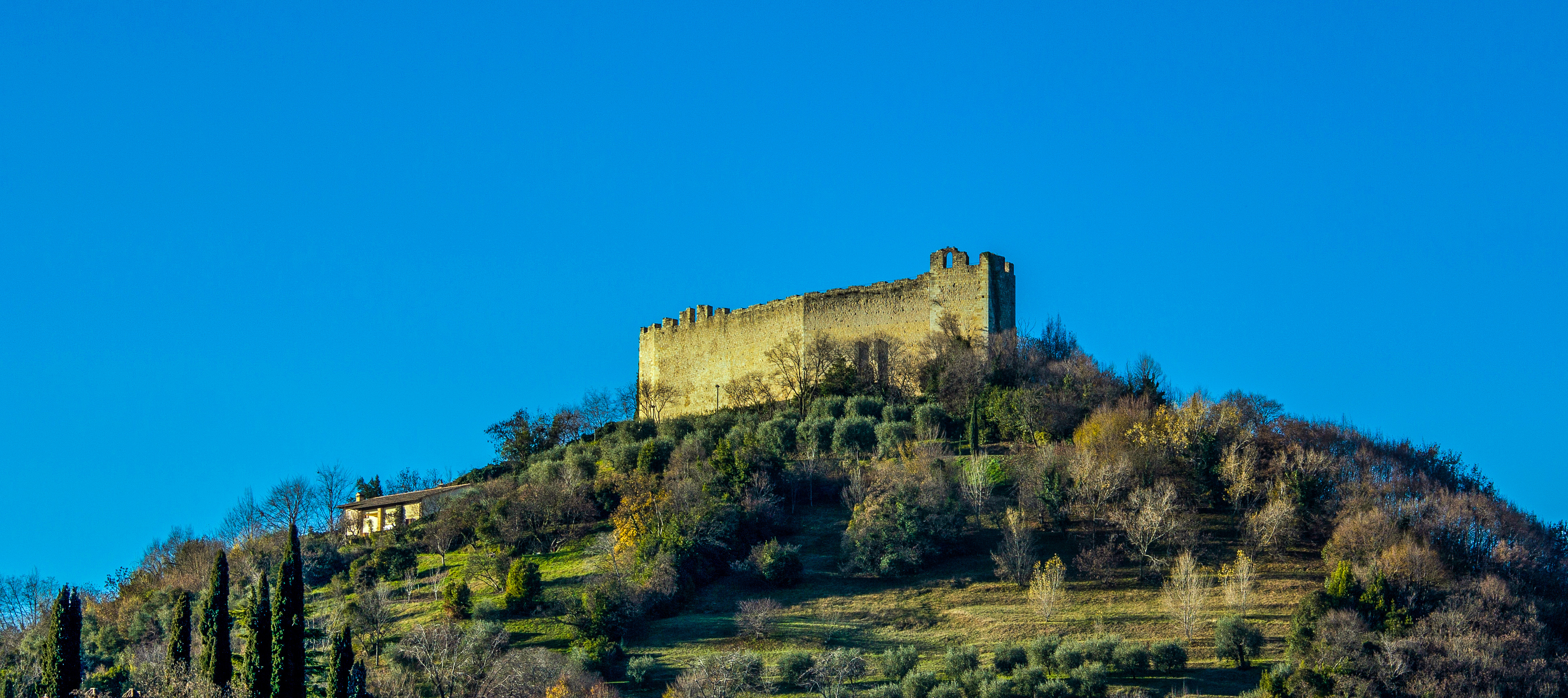
Fort bij Asolo
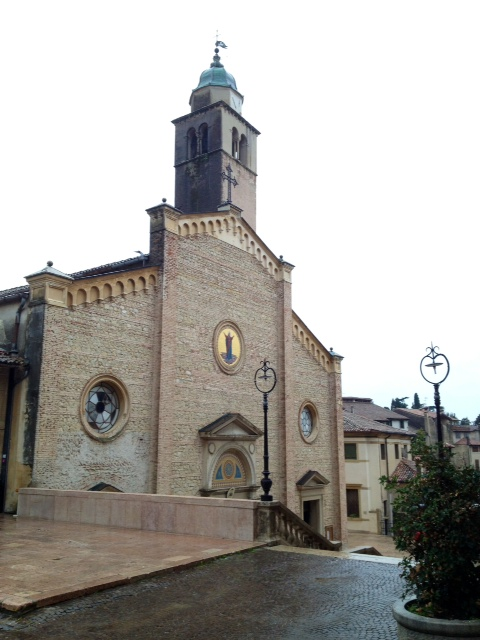
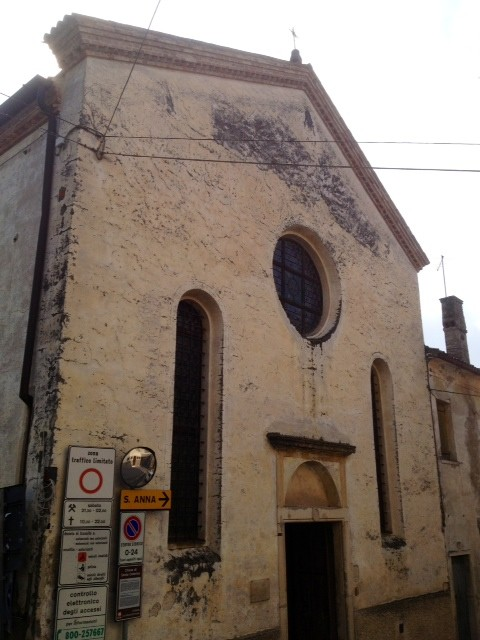
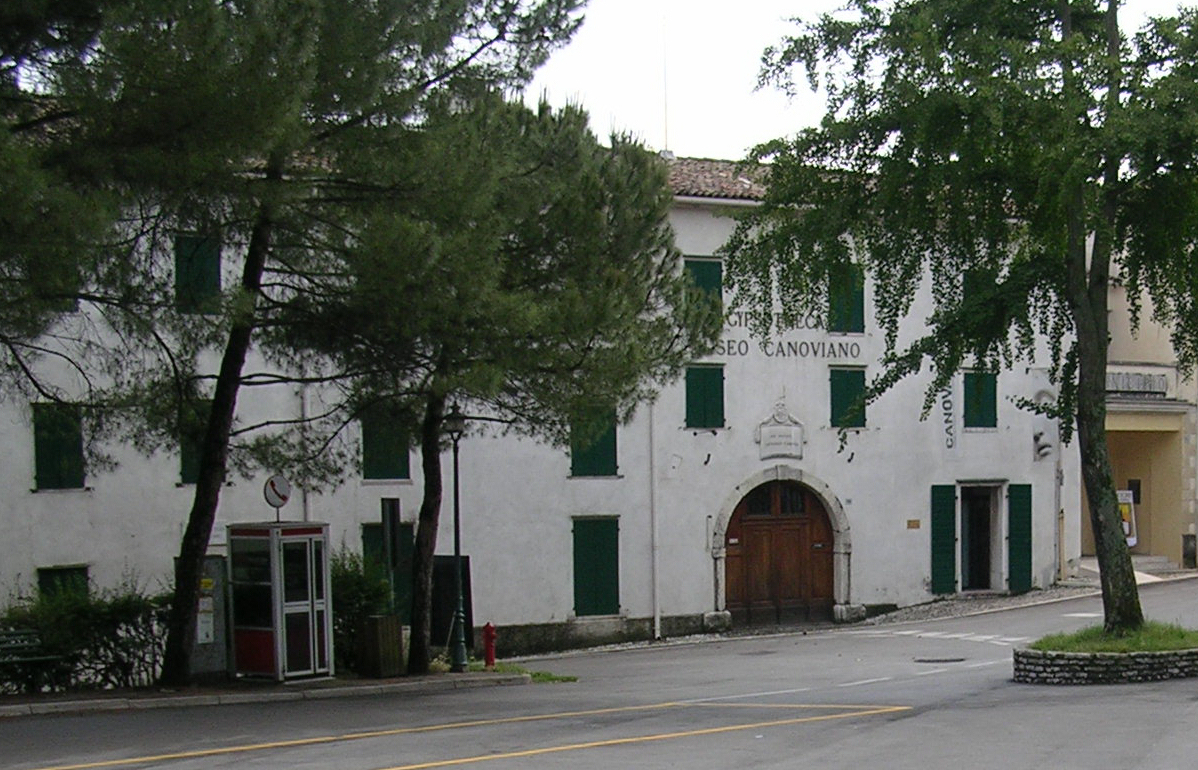
Museum Canoviano